# Moulon (Loiret)
Moulon ist eine französische Gemeinde mit 183 Einwohnern (Stand: 1. Januar 2022) im Département Loiret in der Region Centre-Val de Loire. Sie ist Teil des Kantons Lorris im Arrondissement Montargis. Die Einwohner werden Moulonois genannt.

## Geographie
Moulon liegt etwa 50 Kilometer ostnordöstlich von Orléans. Umgeben wird Moulon von den Nachbargemeinden Chapelon im Norden und Nordwesten, Mignères im Nordosten, Villevoques im Osten und Nordosten, Saint-Maurice-sur-Fessard im Süden und Südosten, Villemoutiers im Süden und Südwesten sowie Ladon im Westen und Südwesten.

## Bevölkerungsentwicklung
| 1962                       | 1968 | 1975 | 1982 | 1990 | 1999 | 2006 | 2018 |
| -------------------------- | ---- | ---- | ---- | ---- | ---- | ---- | ---- |
| 182                        | 168  | 147  | 162  | 172  | 180  | 179  | 195  |
| Quellen: Cassini und INSEE |      |      |      |      |      |      |      |

## Sehenswürdigkeiten

Kirche Saint-Sulpice

- Kirche Saint-Sulpice